# Liste der Abgeordneten im Kommunallandtag der Hohenzollernschen Lande 1902–1907
Diese Liste nennt die Abgeordneten im Kommunallandtag der Hohenzollernschen Lande in der sechsten Wahlperiode 1902–1907.

## Zusammensetzung
Der Fürst von Hohenzollern, Leopold von Hohenzollern bzw. Wilhelm von Hohenzollern hatte eine Virilstimme, eine weitere Stimme hatten die Fürsten von Fürstenberg, Max Egon II. zu Fürstenberg und Thurn und Taxis, Albert von Thurn und Taxis gemeinsam. Die Fürsten konnten sich im Kommunallandtag vertreten lassen und machten dies auch. Jeweils ein Abgeordneter wurde durch die Stadträte der Städte Sigmaringen und Hechingen gewählt. Je drei Abgeordnete wählten die Amtsversammlungen der vier Oberämter Sigmaringen, Hechingen, Gammertingen und Haigerloch.

## Liste
| Abgeordneter                 | Beruf                                                 | Wahlkörper                                    | Mandatsdauer |
| ---------------------------- | ----------------------------------------------------- | --------------------------------------------- | ------------ |
| Wilhelm Hülsemann            | Fürstlich Hohenzollernscher Hofkammerrat, Sigmaringen | Fürstenhaus Hohenzollern                      | 1902–1907    |
| Friedrich Zopff              | Fürstlich Fürstenbergischer Rentmeister, Sigmaringen  | Fürstenhäuser Fürstenberg und Thurn und Taxis | 1902–1907    |
| Emil Belzer                  | Amtsgerichtsrat, Sigmaringen                          | Stadt Sigmaringen                             | 1902–1907    |
| Konrad Mayer                 | Stadtschultheiß, Hechingen                            | Stadt Hechingen                               | 1902–1907    |
| Peter Mayer                  | Lehrer, Wessingen                                     | Oberamt Hechingen                             | 1902–1907    |
| Vitus Mauz                   | Bürgermeister, Burladingen                            | Oberamt Hechingen                             | 1902–1907    |
| Hodler                       | Landgerichtsrat, Hechingen                            | Oberamt Hechingen                             | 1902–1905    |
| Karl Schoenfeld              | Oberamtmann, Hechingen                                | Oberamt Hechingen                             | 1906–1907    |
| Karl Sauerland               | Oberamtmann, Haigerloch                               | Oberamt Haigerloch                            | 1902–1902    |
| Hermann Steinhart            | Fabrikant, Dettingen                                  | Oberamt Haigerloch                            | 1902–1904    |
| Wilhelm Zöhrlaut             | Brauereibesitzer, Haigerloch                          | Oberamt Haigerloch                            | 1902–1902    |
| Heinrich von Schulz-Hausmann | Oberamtmann, Haigerloch                               | Oberamt Haigerloch                            | 1902–1907    |
| Oskar Kraus                  | Amtsrichter, Haigerloch                               | Oberamt Haigerloch                            | 1903–1907    |
| Johann Umbrecht              | Bürgermeister, Glatt                                  | Oberamt Haigerloch                            | 1905–1907    |
| Fritz Heilig                 | Hirschwirt, Ostrach                                   | Oberamt Sigmaringen                           | 1902–1907    |
| Georg Koch                   | Bürgermeister, Wald                                   | Oberamt Sigmaringen                           | 1902–1907    |
| Philipp Longard              | Oberamtmann, Sigmaringen                              | Oberamt Sigmaringen                           | 1902–1907    |
| Max Freiherr von Fürstenberg | Oberamtmann, Gammertingen                             | Oberamt Gammertingen                          | 1902–1905    |
| Camill Leuze                 | Bürgermeister, Neufra                                 | Oberamt Gammertingen                          | 1902–1907    |
| Alois Eisele                 | Bürgermeister, Trochtelfingen                         | Oberamt Gammertingen                          | 1902–1907    |
| Karl Kloubert                | Oberamtmann, Gammertingen                             | Oberamt Gammertingen                          | 1906–1907    |

## Landesausschuss
| Abgeordneter      | Beruf                                                 | Wahlkörper               | Mandatsdauer |
| ----------------- | ----------------------------------------------------- | ------------------------ | ------------ |
| Oskar Kraus       | Amtsrichter, Haigerloch                               | Oberamt Haigerloch       | 1902–1907    |
| Camill Leuze      | Bürgermeister, Neufra                                 | Oberamt Gammertingen     | 1902–1906    |
| Wilhelm Hülsemann | Fürstlich Hohenzollernscher Hofkammerrat, Sigmaringen | Fürstenhaus Hohenzollern | 1902–1907    |
| Konrad Mayer      | Stadtschultheiß, Hechingen                            | Stadt Hechingen          | 1902–1907    |
| Anton Reiser      | Stadtbürgermeister Sigmaringen                        |                          | 1906–1907    |

Vorsitzender von Kommunallandtag und Landesausschuss war Wilhelm Hülsemann.